# フライト・ゲーム
『フライト・ゲーム』（Non-Stop）は、2014年のアメリカ合衆国のアクションスリラー映画。

## ストーリー
航空保安官のビル・マークスは、過去のとある出来事が原因で酒に溺れ、その心は荒みきっていた。一般客を装いニューヨーク発ロンドン行きの便に乗り込んだマークスは、普段と変わらない様子で任務を開始した。
ところが、飛行機が大西洋上空に到達した頃、マークスの携帯電話に差出人不明のメールが入る。そのメールには「指定の口座に1億5000万ドル送金しなければ、20分ごとに機内の誰かを殺害する。」という恐ろしい内容が記されていた。
ただのイタズラとは思えないメールの内容に、危惧の念を抱いたマークスは独自に捜査を開始する。だが、そんな彼をあざ笑うかのように、機内では次々と犠牲者が出てしまう。
しかも、指定された口座の名義人は他ならない「マークス自身の銀行口座」であり、それが公になったことで味方であるはずの国土安全保障省や乗務員、乗客からも「彼自身が犯人なのではないか？」という疑いをかけられてしまう。
敵だらけの状況下で、唯一マークスとは顔見知りである客室乗務員のナンシーの協力を得ながら、マークスは姿の見えない凶悪犯と戦うことを決意する。

## 登場人物・キャスト

### ビジネスクラスの乗客
ビル・マークス
演 - リーアム・ニーソン、日本語吹替 - 石塚運昇
航空保安官。今回の任務ではビジネスクラスの乗客を装っていた。過去には優秀な警察官だったが、とある出来事が原因で心に傷を負ってしまい退職、今の職に就いた。現在はそれが原因でアルコール依存症になってしまっている。またヘビースモーカーであり、機内のトイレで隠れてタバコを吸う悪癖がある等、素行は決して良いわけではなく、同僚や上官からの評判も良くない。しかし、卓越した捜査能力や格闘術、銃の扱いは今でも健在である。実は飛行機の離陸が大の苦手で、娘からもらった青いリボンをお守り代わりにしている。使用銃はSIG P226R エリートステンレス。付けている腕時計はカシオのwave ceptor。
ジェン・サマーズ
演 - ジュリアン・ムーア、日本語吹替 - 日野由利加
ビジネスクラスの乗客。窓側の座席に強いこだわりを持っており、ザックと交換する形でマークスの隣の席になる。しかし、神経質というわけではなく、気さくな性格で、離陸前に緊張しているマークスにも優しく声をかける。しかし、一方で自分の素性は語りたがらず、マークスが質問してもはぐらかされてしまう。胸に大きな手術痕が残っている。乗客の中では唯一マークスの主張を信じ、彼の捜査に協力する。
ザック・ホワイト
演 - ネイト・パーカー、日本語吹替 - 櫻井トオル
ビジネスクラスの乗客。黒人。スマートフォンのプログラマー。手荷物検査の際に携帯電話の会話に夢中になり、後ろにいたマークスに順番を抜かされる。後にマークスから捜査への協力を依頼されるがその正体は姿無き犯人の１人でボーウェンと同じ元軍人である為に協力関係にある。最後は激しい格闘戦の末に敗北し、爆発に巻き込まれて死亡した。
アイリス・マリアン
演 - バー・パリー、日本語吹替 - 御沓優子
ビジネスクラスの乗客。マークスの後ろの席に座っているセクシーな美女。かなり奔放な性格で、同乗したエルメ・フィリベール（演 - エドアルド・コスタ）と座席で激しくイチャつき始め、マークスにもアプローチをかけてくる。

### エコノミークラスの乗客
ジャック・ハモンド
演 - アンソン・マウント、日本語吹替 - 米田基裕
航空保安官。マークスの同僚。エコノミークラスの乗客を装っている。素行が良くないマークスとの折り合いは悪い。また自身も大きな隠しごとを秘めている。しかし、犯人の卑劣な策略により最初の犠牲者となった。使用銃はSIG P229R。
ファヒム・ナジール
演 - オマー・メトワリー、日本語吹替 - 北田理道
エコノミークラスの乗客。アラブ系の医師。分子神経科学を専門としている。機内の怪我人の手当てを行う。
チャールズ・ウィーラー
演 - フランク・ディール、日本語吹替 - 桂一雅
エコノミークラスの乗客。破産処理専門の弁護士。マークスの捜査に反感を抱き、同じく彼を疑うライリーに協力する。しかし、犯人の罠に嵌り3人目の犠牲者となった。
オースティン・ライリー
演 - コリー・ストール、日本語吹替 - 野沢聡
エコノミークラスの乗客。ニューヨーク市警察の警察官。マークスの捜査に反感を抱き、彼こそがテロリストなのではないかという疑いを強めていくが彼の過去を知り信頼を勝ち取り協力を決意した。しかし本性を現したホワイトにより撃たれるが奇跡的に命は取り留めた。
トラヴィス・ミッシェル
演 - コーリー・ホーキンズ、日本語吹替 - 金城大和
エコノミークラスの乗客。素行が悪いギャング風の黒人。マークスの捜査に反感を抱き、同じく彼を疑うライリーに協力する。
トム・ボーウェン
演 - スクート・マクネイリー、日本語吹替 - マンモス西尾
エコノミークラスの乗客。教師。空港でマークスに行き先を尋ねるが、軽くあしらわれる。後にその行動をマークスに不信に思われ、身柄を拘束されてしまう。しかしライリーにより開放したがその正体は姿無き犯人の１人でホワイトと同じ元軍人である。9.11事件で父親を亡くした後、軍に志願するが戦いの中で見出だせないまま帰国し、国そのものに失望し、マークスをテロリストに祭り上げようとするが、最後は激しい銃撃戦の末に死亡した。
ベッカ
演 - クイン・マッコルガン、日本語吹替 - まつだ志緒理
エコノミークラスの乗客。幼い少女。父が待つロンドンへ一人向かうために、今回初めて飛行機に乗った。
ドイツ人青年
演 - オリバー・レーン
名前はエルリッヒ。エコノミークラスの乗客。父親ロルフ（演 - ラーズ・ゲルハルト）と共に飛行機に乗っている。捜査をしているマークスの姿を携帯電話で撮影し、ネットに無断でアップロードする。しかし、マークスにバレたことがきっかけで間接的にテロリストの正体をマークスに露呈することとなる。それが後に姿が見えない犯人の正体を暴くきっかけとなった。

### 乗務員
デヴィッド・マクミラン
演 - ライナス・ローチ、日本語吹替 - 菊地達弘
機長。ベテランで今回の事態にも冷静に対処する。自らの指示を無視して捜査を続けるマークスをTSAに通報する。しかし、犯人による怒りを買い、2人目の犠牲者となった。
カイル・ライス
演 - ジェイソン・バトラー・ハーナー、日本語吹替 - 半田裕典
副操縦士。機長のデヴィッドとは公私ともに親しくしている。ナンシーと一夜を共にしており、彼女の気を惹こうと考えている。素行の悪いマークスに対して不信感を抱いており、彼の主張にも耳を貸そうとしない。しかし彼の過去を知った事により信頼を勝ち取り、乗客と安全を守るべく操縦桿を握った。
ナンシー
演 - ミシェル・ドッカリー、日本語吹替 - 鷄冠井美智子
客室乗務員のチーフ。パイロット以外で操縦室に入れる唯一の人物。マークスとは顔見知りであり、彼のアルコール依存症のことも知っている。素性を知っていることもあり乗務員の中では唯一マークスの主張を信じ、彼の捜査に協力する。
グウェン
演 - ルピタ・ニョンゴ、日本語吹替 - 杉浦慶子
客室乗務員。急遽欠員が出たため、ヘルプとして搭乗する。マークスの捜査に反感を抱く。

### その他
マレニック
演 - シェー・ウィガム、日本語吹替 - 山岸治雄
TSAの捜査官。上官として、地上から機内のマークスに命令を出すが、次第に彼自身がテロリストなのではないかという疑いを強めていく。

## ホームメディア
日本では、ギャガよりBlu-ray、DVDが発売。発売に先駆けレンタル用商品が販売された。
- フライト・ゲーム ブルーレイ（2015年2月3日発売）
  - 初回限定：アウターケース・ブックレット・デジタルコピー付
- フライト・ゲーム DVD（2015年2月3日発売）
  - 初回限定：アウターケース・ブックレット付
- フライト・ゲーム スペシャル・プライス ブルーレイ（2015年12月2日発売） ※廉価版
- フライト・ゲーム スペシャル・プライス DVD（2015年12月2日発売） ※廉価版

## テレビ放送
| 回数 | テレビ局   | 番組名（放送枠名） | 放送日        | 放送時間      | 放送分数 | 視聴率 | 備考 |
| ---- | ---------- | ------------------ | ------------- | ------------- | -------- | ------ | --- |
| 1    | フジテレビ | 土曜プレミアム     | 2018年3月17日 | 21:00 - 23:10 | 130分    | 8.9%   | リーアム・ニーソン主演とジャウム・コレット＝セラ監督の次作『トレイン・ミッション』公開を記念して、地上波初放送された。 番組では『トレイン・ミッション』の宣伝も行われた。 |
| 2    | テレビ東京 | 午後のロードショー | 2020年3月26日 | 13:35- 15:40  | 125分    |        | |
| 3    | テレビ東京 | 午後のロードショー | 2022年1月7日  | 13:40- 15:40  | 120分    |        | |

- 視聴率はビデオリサーチ調べ、関東地区・世帯・リアルタイム。